# Twarogi
Twarogi [pronunciación en polaco: /tfaˈrɔɡi/] es un pueblo en el distrito administrativo de Gmina Łochów, dentro del Distrito de Węgrów, Voivodato de Mazovia, en el centro-este de Polonia. Se encuentra aproximadamente 8 kilómetros al sudeste de Łochów, 19 kilómetros al noroeste de Węgrów, y 63 kilómetros al noreste de Varsovia.